# Кроу (индейская резервация)
Кроу (англ. Crow Indian Reservation) — индейская резервация, расположенная в Монтане. Резервация является основным местом проживания индейского народа кроу. Численность зарегистрированных членов племени около 11000 человек.

## География
Кроу — пятая по площади индейская резервация в США и самая большая в штате Монтана. Резервация включает часть округов Биг-Хорн (занимая 64,2 % его территории), Йеллоустон и Трежер, расположенных на юге Монтаны. Общая площадь Кроу, включая трастовые земли (81,676 км²), составляет 9 343,946 км², из них 9 313,967 км² приходится на сушу и 29,979 км² — на воду. Административным центром резервации и штаб-квартирой племени является статистически обособленная местность Кроу-Эйдженси.

## Демография
По данным федеральной переписи населения 2010 года, в резервации проживало 6 863 человека. Согласно федеральной переписи населения 2020 года в резервации проживало 6 974 человека, насчитывалось 1 777 домашних хозяйств и 2 163 жилых дома. Средний доход на одно домашнее хозяйство в индейской резервации составлял 46 836 долларов США. Около 32,4 % всего населения находились за чертой бедности, в том числе 36,5 % тех, кому ещё не исполнилось 18 лет, и 24,4 % старше 65 лет.
Расовый состав распределился следующим образом: белые — 1 261 чел., афроамериканцы — 4 чел., коренные американцы (индейцы США) — 5 452 чел., азиаты — 8 чел., океанийцы — 5 чел., представители других рас — 16 чел., представители двух или более рас — 228 человек; испаноязычные или латиноамериканцы любой расы составили 112 человек. Плотность населения составляла 0,75 чел./км².